# Dwór w Rokietnicy
Dwór w Rokietnicy – dwór znajdujący się w centrum Rokietnicy w powiecie poznańskim. Stanowi siedzibę Zespołu Szkół im. Jadwigi i Władysława Zamojskich.

## Charakterystyka
Obiekt powstał w początku XIX wieku, ale jego obecny wygląd jest efektem wielu przebudów, które prawie całkowicie zatarły jego pierwotny wizerunek. Zachował się wsparty na kolumnach, murowany ganek, na którym zlokalizowano taras. Powyżej trójkątny fronton wieńczący centralny ryzalit. W 1939 właścicielem obiektu był Niemiec - Otto von Hantelmann, fundator pobliskiego kościoła Chrystusa Króla (dawniej ewangelickiego). W 1926 majątek ten liczył 567 hektarów. Otoczenie dworu stanowi park krajobrazowy z 2. połowy XIX wieku z drzewami, których obwód sięga do trzech metrów. Zachowały się także zabudowania folwarczne (stajnia, obora, stodoła, budynek gospodarczy) z początku XX wieku, a także osiem czworaków przy ul. Szamotulskiej.